# Molwity
Molwity (deutsch Mollwitten) ist ein Ort in der polnischen Woiwodschaft Ermland-Masuren. Er gehört zur Gmina Bartoszyce (Landgemeinde Bartenstein) im Powiat Bartoszycki (Kreis Bartenstein (Ostpr.)).

## Geographie
Molwity liegt weniger als 1000 Meter südlich der polnischen Staatsgrenze zur russischen Oblast Kaliningrad (Gebiet Königsberg (Preußen)) in der nördlichen Mitte der Woiwodschaft Ermland-Masuren. Bis zur einstigen und heute auf russischem Hoheitsgebiet gelegenen Kreisstadt Preußisch Eylau (russisch Bagrationowsk) sind es fünf Kilometer in nordwestlicher Richtung. Die heutige Kreismetropole Bartoszyce (deutsch Bartenstein) liegt 13 Kilometer in südöstlicher Richtung entfernt.

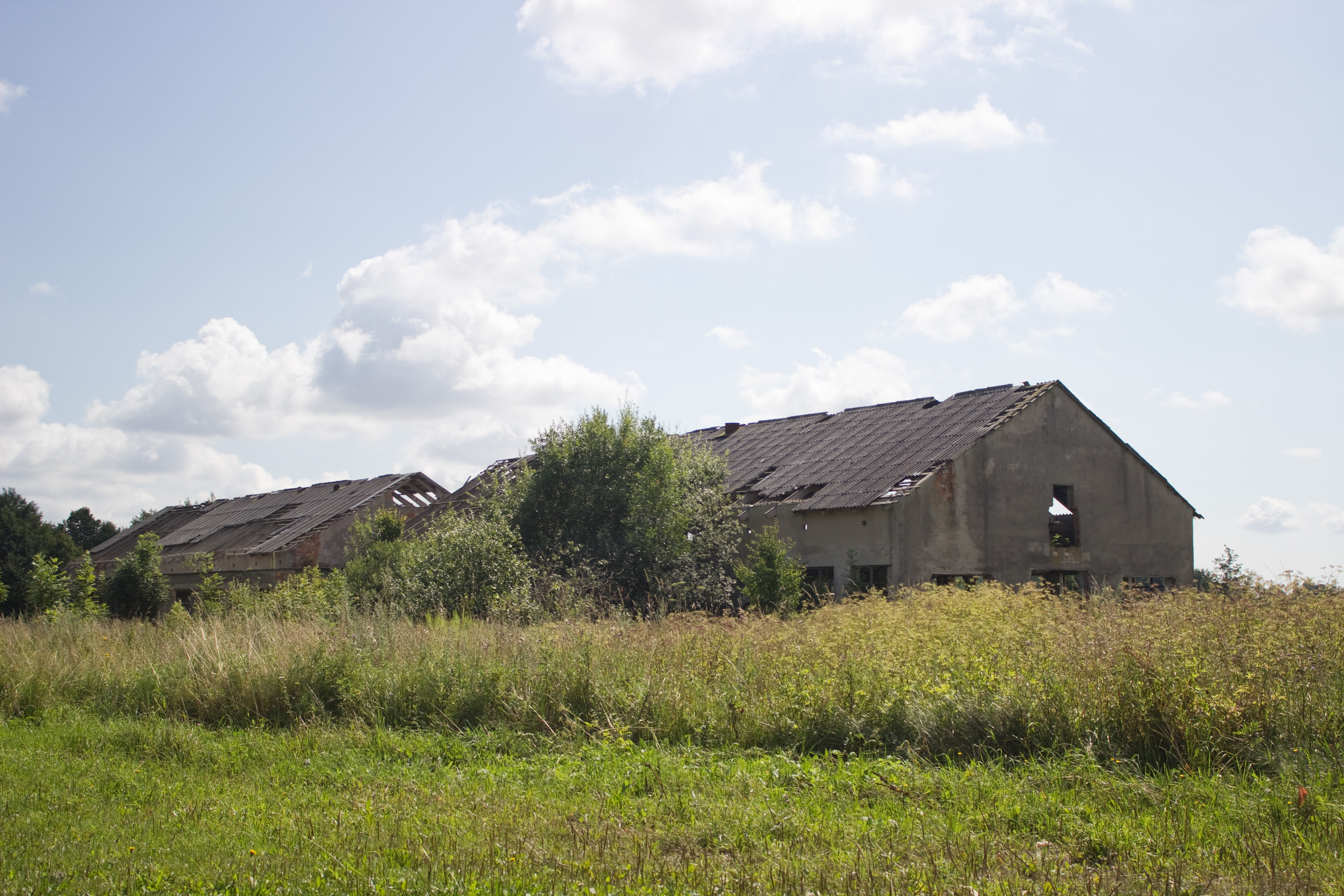
Alte Wirtschaftsgebäude in Molwity

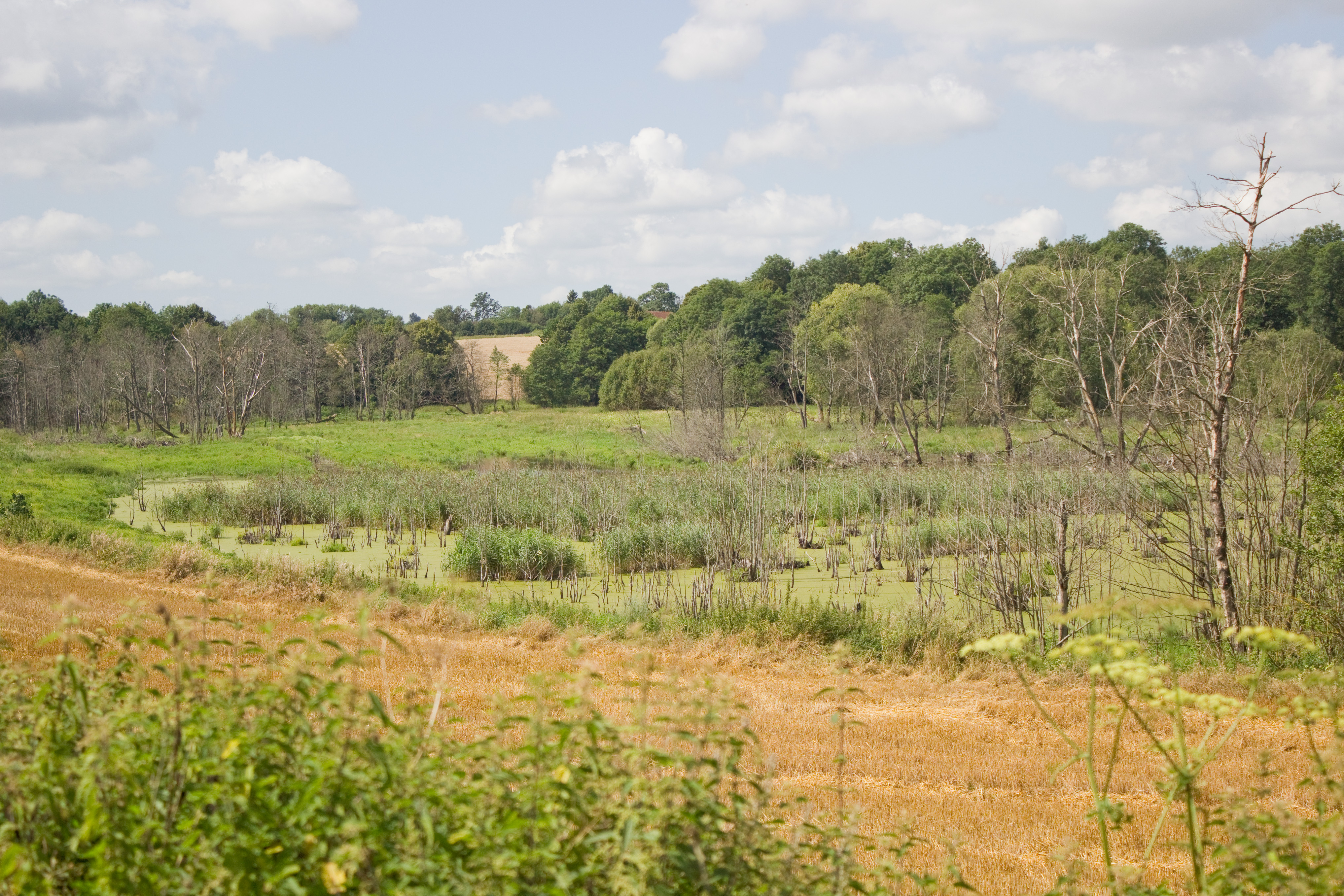
Landschaft bei Molwity

## Geschichte
Erstmals erwähnt wurde Molowyten im Jahre 1321. Später wurde der aus Gut, Sägewerk und Gehöften bestehende Ort Malwitten, nach 1792 Molwitten und nach 1820 Mollwitten genannt.
Im Jahre 1874 kam Mollwitten zum neu errichteten Amtsbezirk Beisleiden (polnisch Bezledy) im ostpreußischen Kreis Preußisch Eylau. 153 Einwohner zählte Mollwitten im Jahre 1910.
Das Gut Mollwitten veränderte sich 1928 zu einer Landgemeinde und wies im Jahre 1933 bereits 357 Einwohner auf. Im gleichen Jahr erhält die Gemeinde Land der Landgemeinde Legden (bei Preußisch Eylau) (polnisch Lejdy), wobei Mollwitten im gleichen Zuge Land an die Gemeinde Bekarten (heute russisch Borowoje), dem Amtsbezirk Loschen (russisch Lawrowo) zugehörig, vergibt. Die Zahl der Einwohner Mollwittens belief sich im Jahre 1939 auf 336.
Als Ostpreußen in Kriegsfolge 1945 jeweils in einen sowjetischen und einen polnischen Abschnitt unterteilt wird, lag Mollwitten ganz knapp im südlichen Grenzabschnitt und kam dadurch zu Polen. Der Ort erhielt die polnische Namensform „Molwity“ und ist heute Teil der Landgemeinde Bartoszyce (Bartenstein) im Powiat Bartoszycki (Kreis Bartenstein (Ostpr.)), 1975 bis 1998 der Woiwodschaft Olsztyn, seither der Woiwodschaft Ermland-Masuren zugehörig.

## Kirche
Bis 1945 war Mollwitten in die evangelische Pfarrkirche Preußisch Eylau (russisch Bagratinowsk) in der Kirchenprovinz Ostpreußen der Kirche der Altpreußischen Union, außerdem in die römisch-katholische Kirche der Kreisstadt im damaligen Bistum Ermland eingepfarrt.
Heute gehört Molwity katholischerseits zur Pfarrei in Bezledy (Beisleiden) im jetzigen Erzbistum Ermland, evangelischerseits zur Kirchengemeinde Bartoszyce (Bartenstein), einer Filialgemeinde der St.-Johannes-Kirche Kętrzyn (Rastenburg) in der Diözese Masuren der Evangelisch-Augsburgischen Kirche in Polen.

## Verkehr

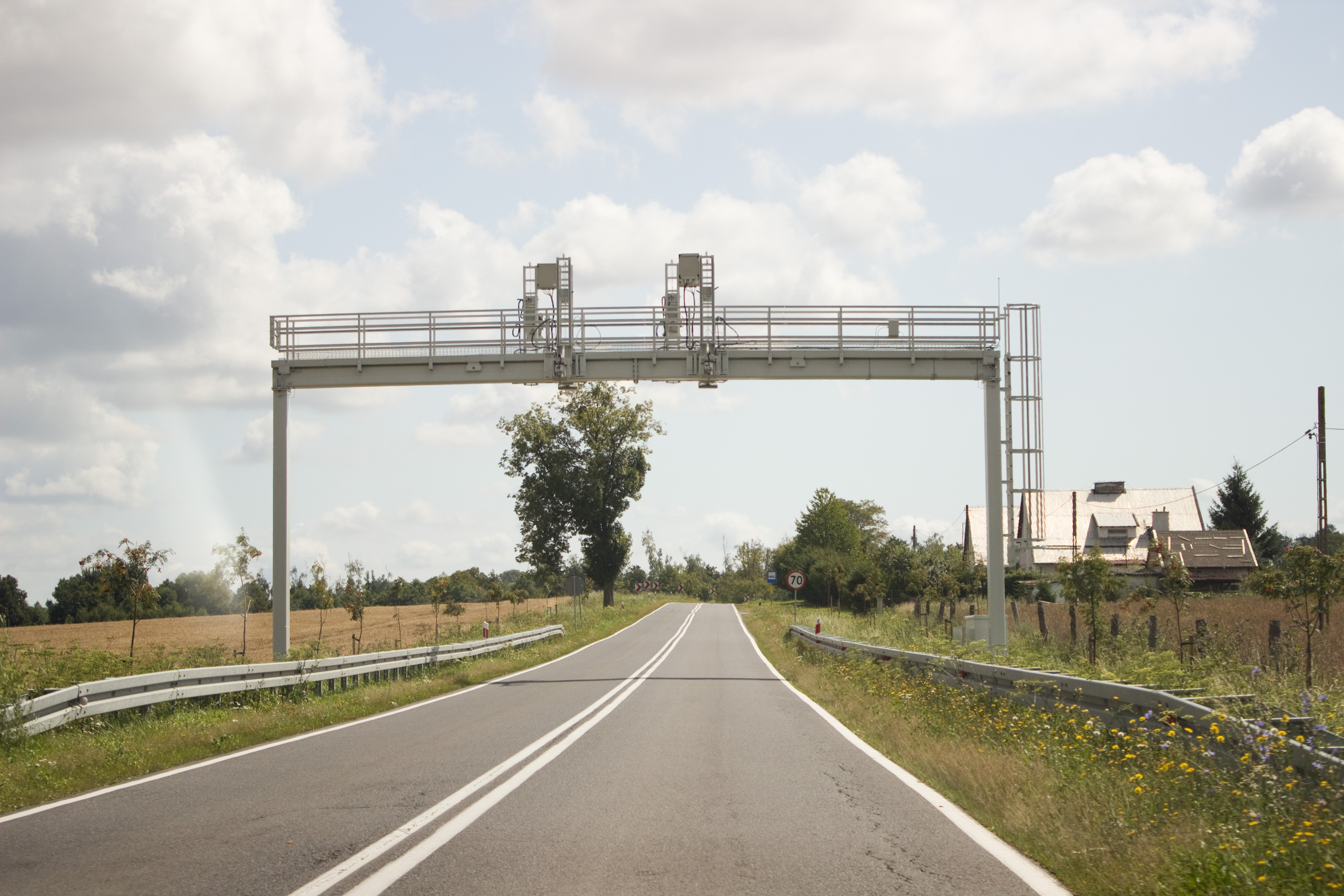
Die Droga krajowa 51 westlich von Molwity in unmittelbarer Nähe des Grenzübergangs Bezledy/Bagrationowsk

Molwity ist unweit von Piersele (Perscheln) von der polnischen Landesstraße 51 (frühere deutsche Reichsstraße 128) aus über eine Nebenstraße zu erreichen, die entlang der Grenze zur Oblast Kaliningrad bei Żardyny (Sardienen) bis nach Lejdy (Legden) verläuft.
Im Osten von Molwity verläuft – heute kaum noch erkennbar – die Bahnstrecke (Bagrationowsk–) Głomno–Białystok, die jetzt jedoch bereits/erst bei Korsze (Korschen) endet/beginnt. Bis 1996 bzw. 2000 war Głomno (Glommen) die nächste Bahnstation.